# Working Day and Night
"Working Day and Night" er en sang fra Michael Jacksons album Off the Wall. Sangen er nummer tre på tracklisten, men blev aldrig et særlig stort hit.
Sangen handler om en pige, der kan formodes at være Michaels kæreste, som får ham til at arbejde nat og dag ("You've got me working day and night"). Dette leder ham til at tænke at hun er ham utro ("Then you must be seeing, some other guy instead of me"). 
Denne sang har været på tracklisten på mange af Michaels live koncerter på hans turneer, hvor den gerne slutter af med nogle linjer der ikke er i den originale tekst, muligvis ren improvisation fra Michaels side. 
| Musik | Spire Denne musikartikel er en spire som bør udbygges. Du er velkommen til at hjælpe Wikipedia ved at udvide den. |